# São Francisco de Paula (Rio Grande do Sul)
São Francisco de Paula – miasto i gmina w Brazylii, w stanie Rio Grande do Sul. Znajduje się w mezoregionie Nordeste Rio-Grandense i mikroregionie Vacaria.